# دستگاه آزمایش ابزار الکترونیکی

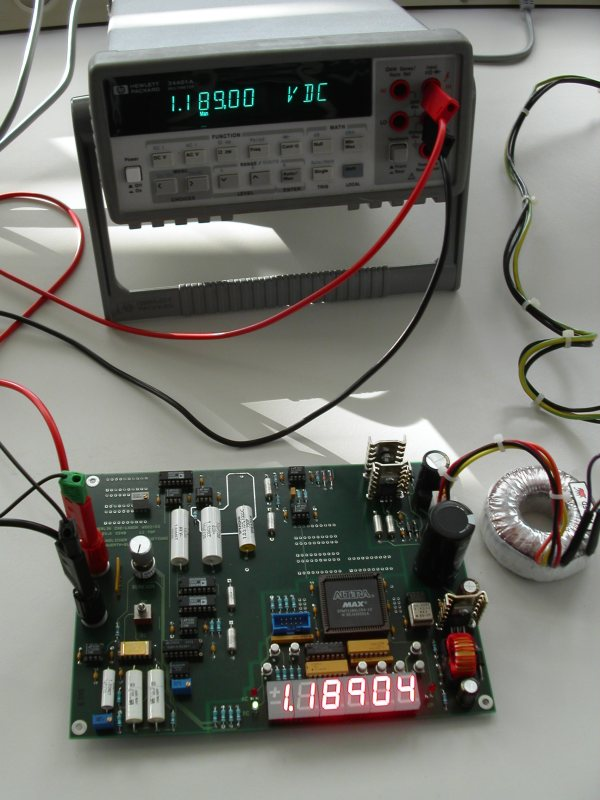
ولمتر تجاری دیجیتالی در حال امتحان یک مدار

دستگاه آزمایش الکترونیک دستگاهی است که علائمی تولید می‌کند و واکنش و پاسخ دستگاه‌های الکترونیکی را که با این طریق امتحان می‌شوند را ثبت می‌کند. به این ترتیب عملکرد صحیح دی یو تی‌ها یا ایراد آنان ردگیری و اصلاح می‌شوند.